# Agaraeus nigrilineata
Agaraeus nigrilineata är en fjärilsart som beskrevs av Louis Beethoven Prout 1915. Agaraeus nigrilineata ingår i släktet Agaraeus och familjen mätare. Inga underarter finns listade i Catalogue of Life.